# خفاش گوش‌پیکانی
خفاش گوش‌پیکانی (نام علمی: Otonycteris hemprichii) گونه‌ای خفاش از تیره خفاش‌ناهیدیان با جثه به نسبت بزرگ است که در مناطقی از قاره آسیا و شمال آفریقا زندگی می‌کند. در ایران، این خفاش را می‌توان در شمال‌شرقی کشور در استان خراسان شمالی یافت.
طول کلی بدن این پستاندار ۱۴۶ تا ۱۷۷ میلی‌متر است.